# Município de Hartford (condado de Licking, Ohio)
O município de Hartford (em inglês: Hartford Township) é um município localizado no condado de Licking no estado estadounidense de Ohio. No ano de 2010 tinha uma população de 1.431 habitantes e uma densidade populacional de 19,97 pessoas por km².

## Geografia
O município de Hartford encontra-se localizado nas coordenadas 40° 14′ 08″ N, 82° 41′ 56″ O. Segundo o Departamento do Censo dos Estados Unidos, o município tem uma superfície total de 71.65 km², da qual 71,52 km² correspondem a terra firme e (0,18 %) 0,13 km² é água.

## Demografia
Segundo o censo de 2010, tinha 1.431 pessoas residindo no município de Hartford. A densidade populacional era de 19,97 hab./km².